# Remerton
Remerton es una ciudad ubicada en el condado de Lowndes en el estado estadounidense de Georgia. En el año 2000 tenía una población de 847 habitantes.

## Geografía
Remerton se encuentra ubicada en las coordenadas 30°50′36″N 83°18′30″O / 30.84333, -83.30833 (30.843572, -83.308492).
Según la Oficina del Censo, la localidad tiene un área total de 0,5 km² (0,2 mi²), de la cual 0,5 km² (0,2 mi²) es tierra y 0 km² (0 mi²) (0.00%) es agua.

## Demografía
Según la Oficina del Censo en 2000 los ingresos medios por hogar en la localidad eran de $22,411, y los ingresos medios por familia eran $32,500. Los hombres tenían unos ingresos medios de $25,833 frente a los $21,875 para las mujeres. La renta per cápita para la localidad era de $13,728. 